# Malha de terra
Uma malha de terra é um tipo de aterramento usual em instalações de grande porte, sendo essenciais em sistemas de energia elétrica, em particular nas usinas e subestações. Trata-se de um reticulado de cabos horizontalmente enterrados, interligados por juntas mecânicas ou soldadas, e hastes cravadas verticalmente.
A malha de terra é um aterramento com baixa resistência elétrica, atendendo a todos os equipamentos como uma referência "zero" de tensão.
O sistema deve resistir a correntes intensas, escoando a energia efetivamente para o solo. Esta corrente pode ser proveniente de curto-circuitos, descargas atmosféricas, surtos por chaveamento e correntes harmônicas.
A malha de terra de uma subestação também deve reduzir os níveis de tensões de toque e de passo, danosos para pessoal e equipamentos. A partir de programas computacionais atuais, pode-se determinar a elevação de potencial no solo (GPR - ground potential rise) que ocorre em uma malha de terra ao incidir uma corrente elevada. A partir deste perfil de potencial pode-se calcular a ocorrência de tensões de toque e de passo.
A norma mais utilizada para o cálculo de malhas de terra é a IEEE 80. A norma parte da premissa de distúrbios em baixas frequências, o que observou-se recentemente não ser suficiente.